# Leichtathletik-Europameisterschaften 2016/10.000 m der Frauen

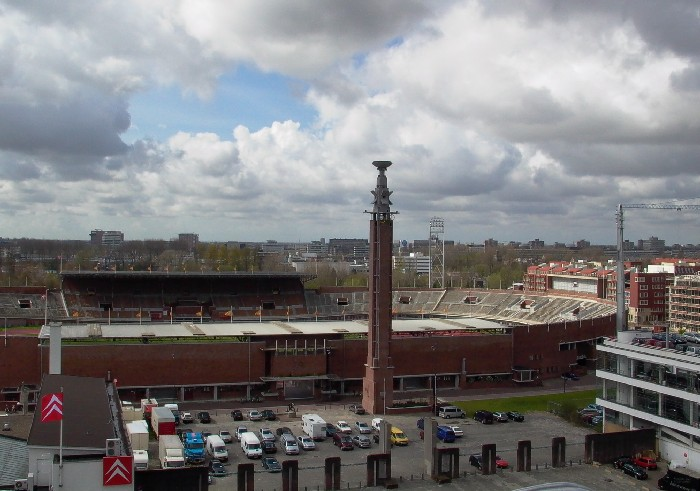
Das Olympiastadion in Amsterdam im Jahr 2005

Der 10.000-Meter-Lauf der Frauen bei den Leichtathletik-Europameisterschaften 2016 wurde am 6. Juli 2016 im Olympiastadion der niederländischen Hauptstadt Amsterdam ausgetragen.
Europameisterin wurde die Türkin Yasemin Can. Sie gewann vor der Portugiesin Ana Dulce Félix. Bronze ging an den Norwegerin Karoline Bjerkeli Grøvdal.

## Rekorde
| Weltrekord           | 29:31,78 min | Wang Junxia     | Peking, Volksrepublik China | 8. September 1993 |
| Europarekord         | 30:01,09 min | Paula Radcliffe | EM München, Deutschland     | 6. August 2002    |
| Meisterschaftsrekord | 30:01,09 min | Paula Radcliffe | EM München, Deutschland     | 6. August 2002    |

Der bestehende EM-Rekord wurde bei diesen Europameisterschaften nicht erreicht. Mit ihrer Siegzeit von 31:19,03 min blieb die türkische Europameisterin Yasemin Can 1:17,94 min über dem Rekord, gleichzeitig. Zum Weltrekord fehlten ihr 1:48,25 min.

## Durchführung
Bei nur achtzehn Teilnehmerinnen erübrigten sich Vorläufe, alle Läuferinnen starteten in einem gemeinsamen Finale.

## Legende
Kurze Übersicht zur Bedeutung der Symbolik – so üblicherweise auch in sonstigen Veröffentlichungen verwendet:
| EL    | Europajahresbestleistung                 |
| EU23R | Europäischer U23-Rekord                  |
| DNF   | Wettkampf nicht beendet (did not finish) |

## Ergebnis

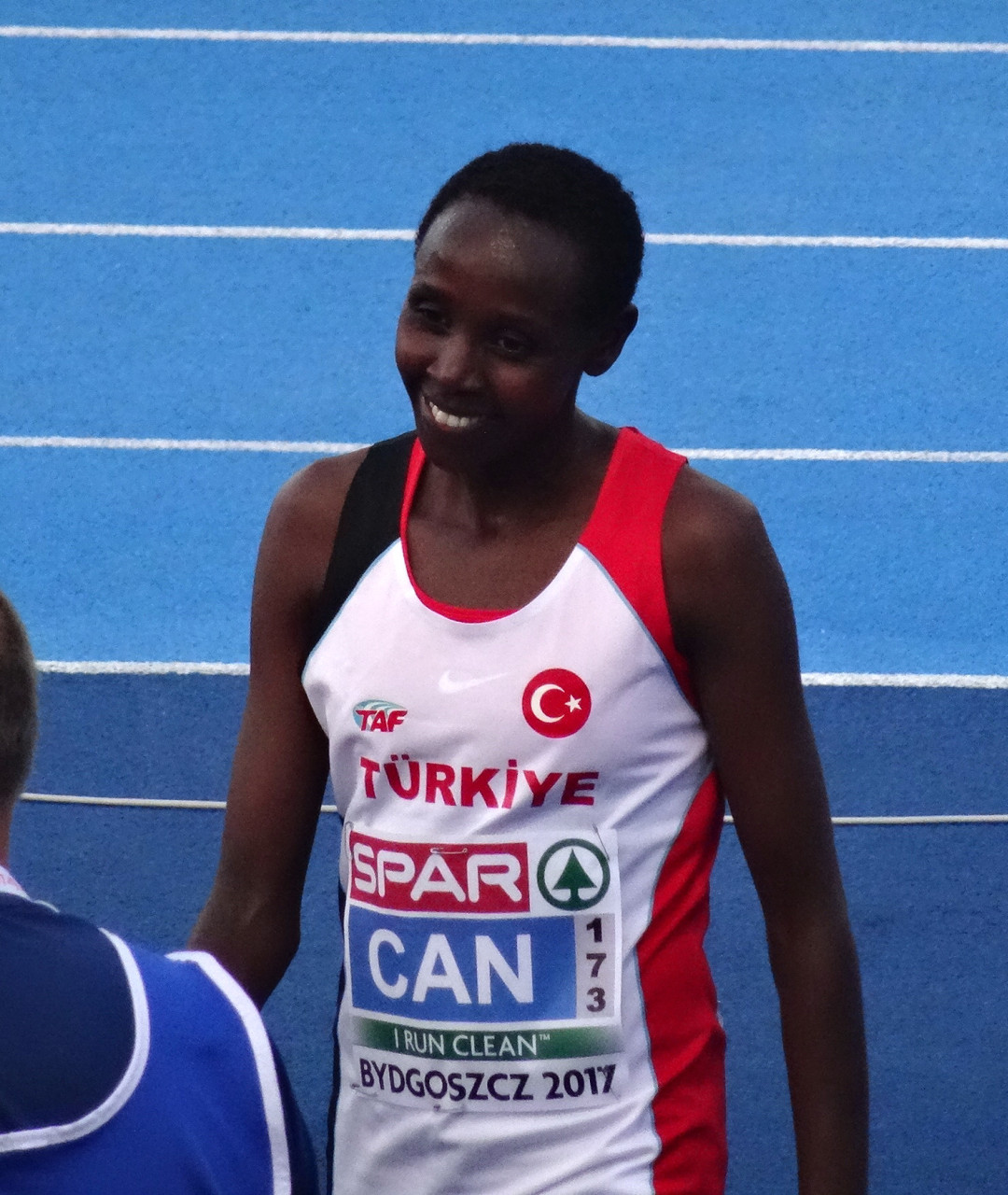
Yasemin Can – Siegerin beider Bahnlangstrecken von Amsterdam

6. Juli 2016, 19:00 Uhr
| Platz | Athletin                  | Land           | Zeit (min)        |
| ----- | ------------------------- | -------------- | ----------------- |
|       | Yasemin Can               | Türkei         | 31:12,86 EL/EU23R |
|       | Ana Dulce Félix           | Portugal       | 31:19,03          |
|       | Karoline Bjerkeli Grøvdal | Norwegen       | 31:23,45          |
| 04    | Fionnuala McCormack       | Irland         | 31:30,74          |
| 05    | Joanne Pavey              | Großbritannien | 31:34,61          |
| 06    | Veronica Inglese          | Italien        | 31:37,43          |
| 07    | Jess Andrews              | Großbritannien | 31:38,02          |
| 08    | Jip Vastenburg            | Niederlande    | 32:04,00          |
| 09    | Sarah Lahti               | Schweden       | 32:14,17          |
| 10    | Trihas Gebre              | Spanien        | 32:20,45          |
| 11    | Alexi Pappas              | Griechenland   | 32:27,80          |
| 12    | Carla Salomé Rocha        | Portugal       | 32:57,44          |
| 13    | Christelle Daunay         | Frankreich     | 33:03,36          |
| 14    | Tara Jameson              | Irland         | 33:19,85          |
| 15    | Olha Skrypak              | Ukraine        | 33:36,79          |
| 16    | Johanna Peiponen          | Finnland       | 34:39,91          |
| DNF   | Sara Moreira              | Portugal       |                   |
| DNF   | Almensch Belete           | Belgien        |                   |

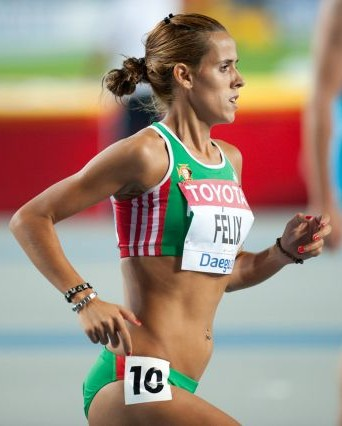
Vizeeuropameisterin Ana Dulce Félix
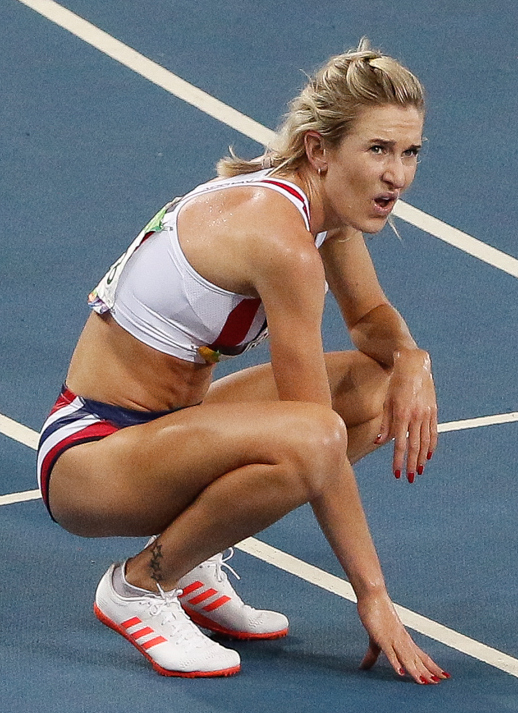
Bronzemedaillengewinnerin Karoline Bjerkeli Grøvdal
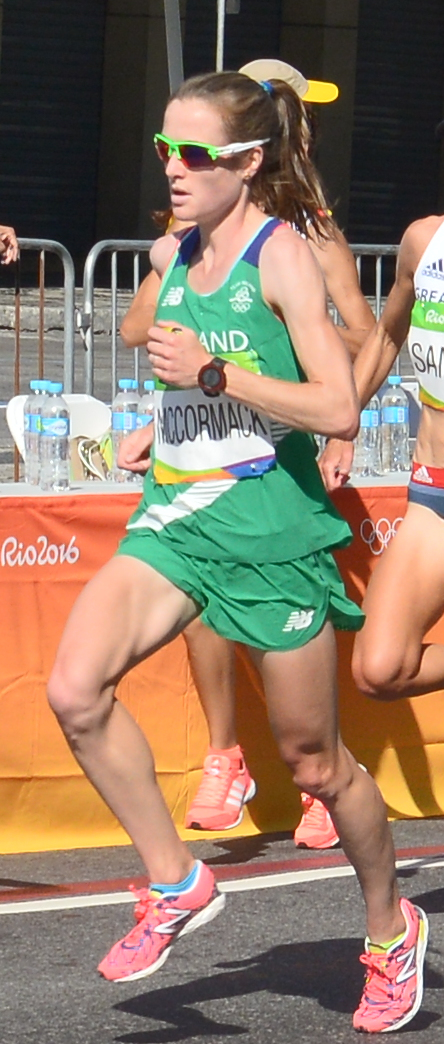
Fionnuala McCormack, unter ihrem früheren Namen Fionnuala Britton Vierte von 2012, belegte auch hier den vierten Rang

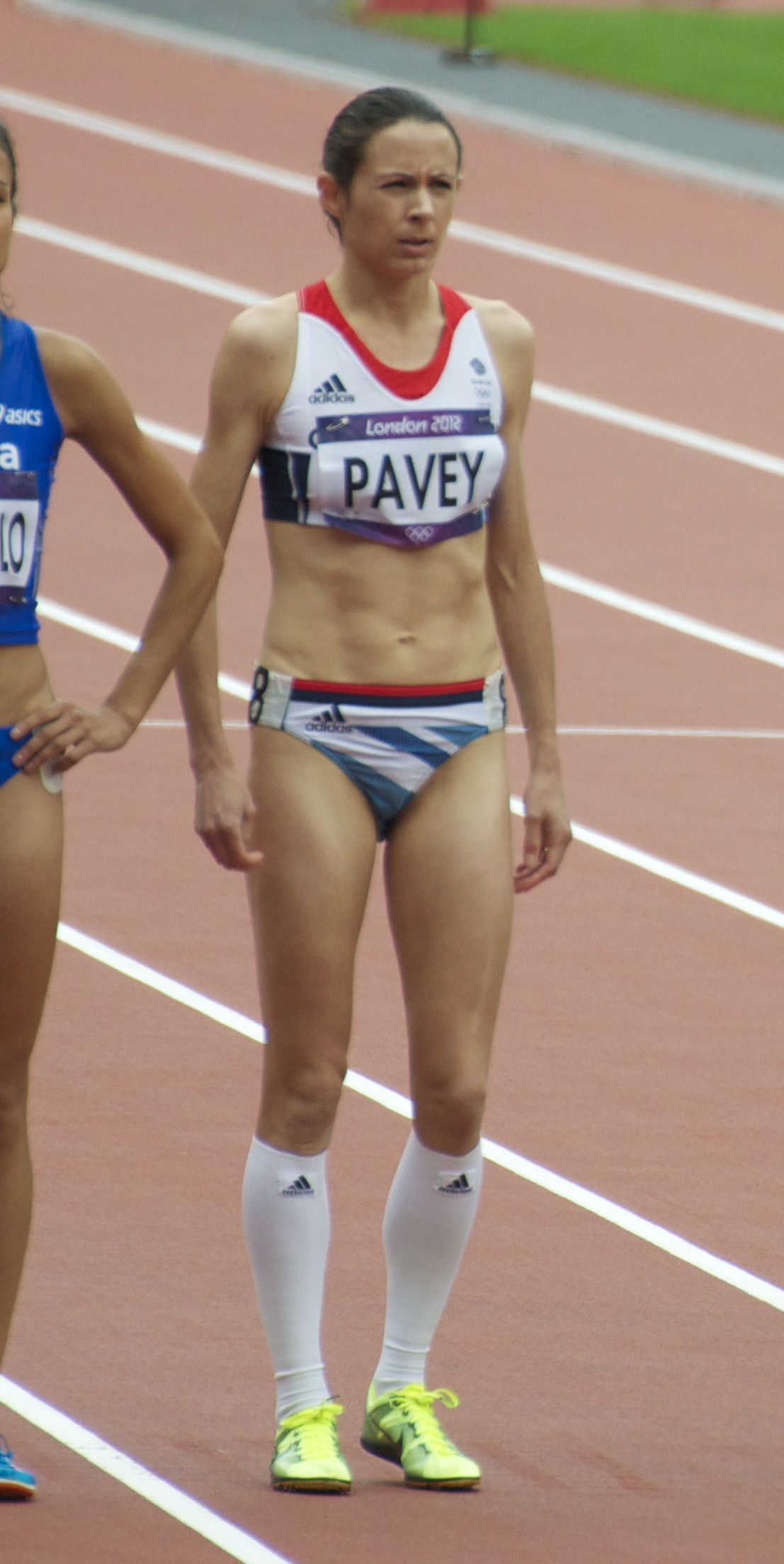
Joanne Pavey, EM-Zweite von 2012 und Europameisterin von 2014, wurde Fünfte
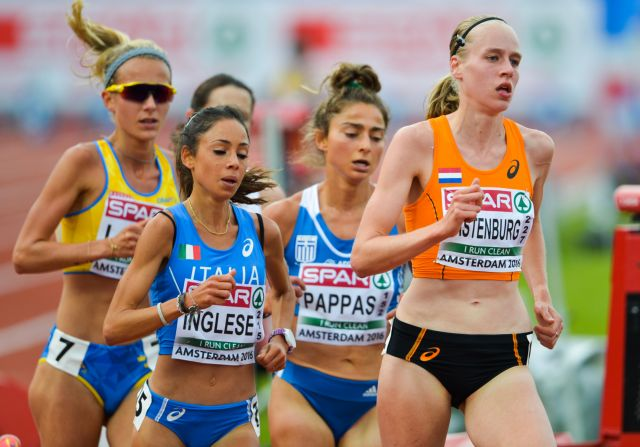
Veronica Inglese (links, in Blau) erreichte Platz sechs
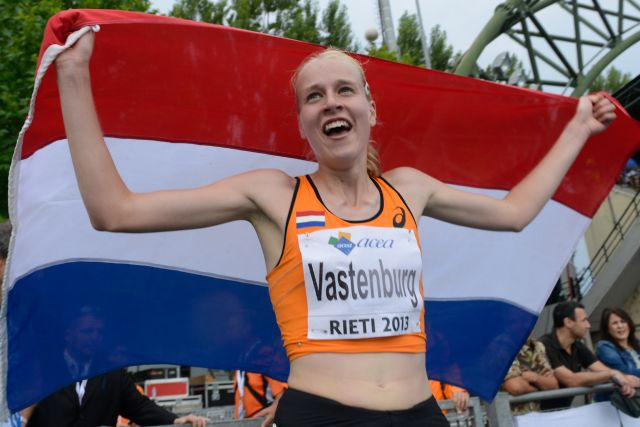
Jip Vastenburg kam auf den achten Platz
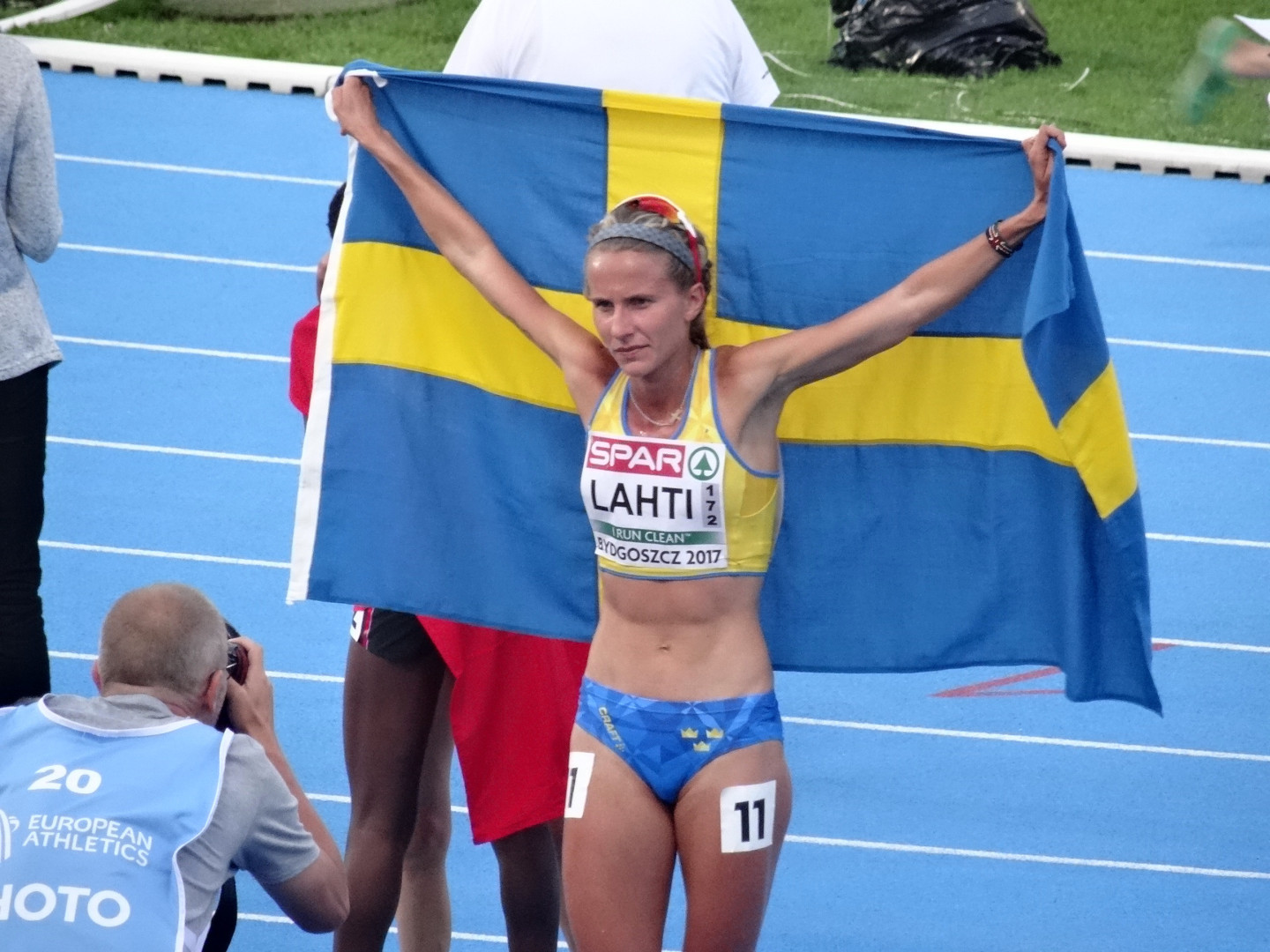
Die neuntplatzierte Sarah Lahti

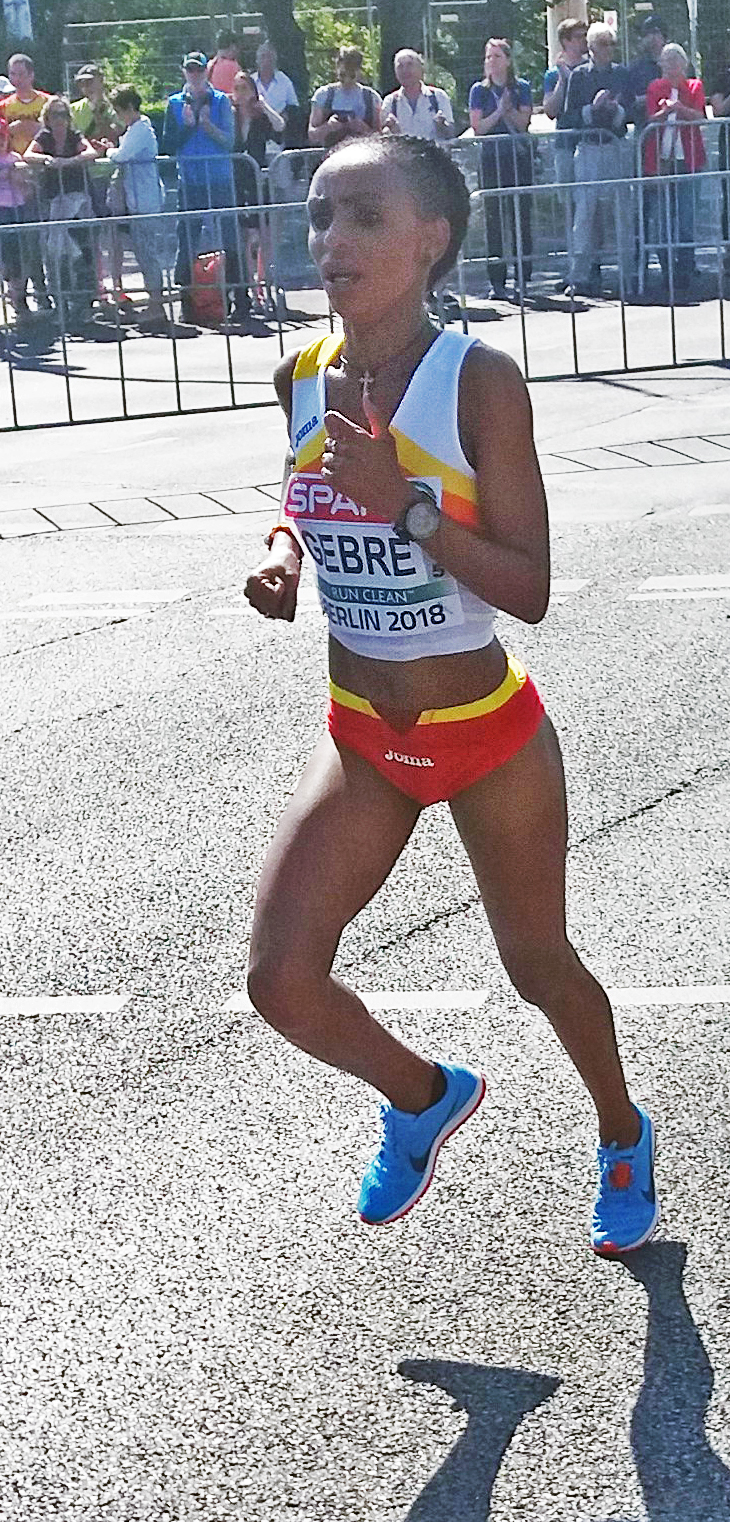
Rang zehn für Trihas Gebre
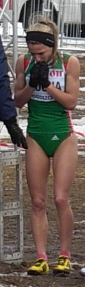
Carla Salomé Rocha – Rang zwölf
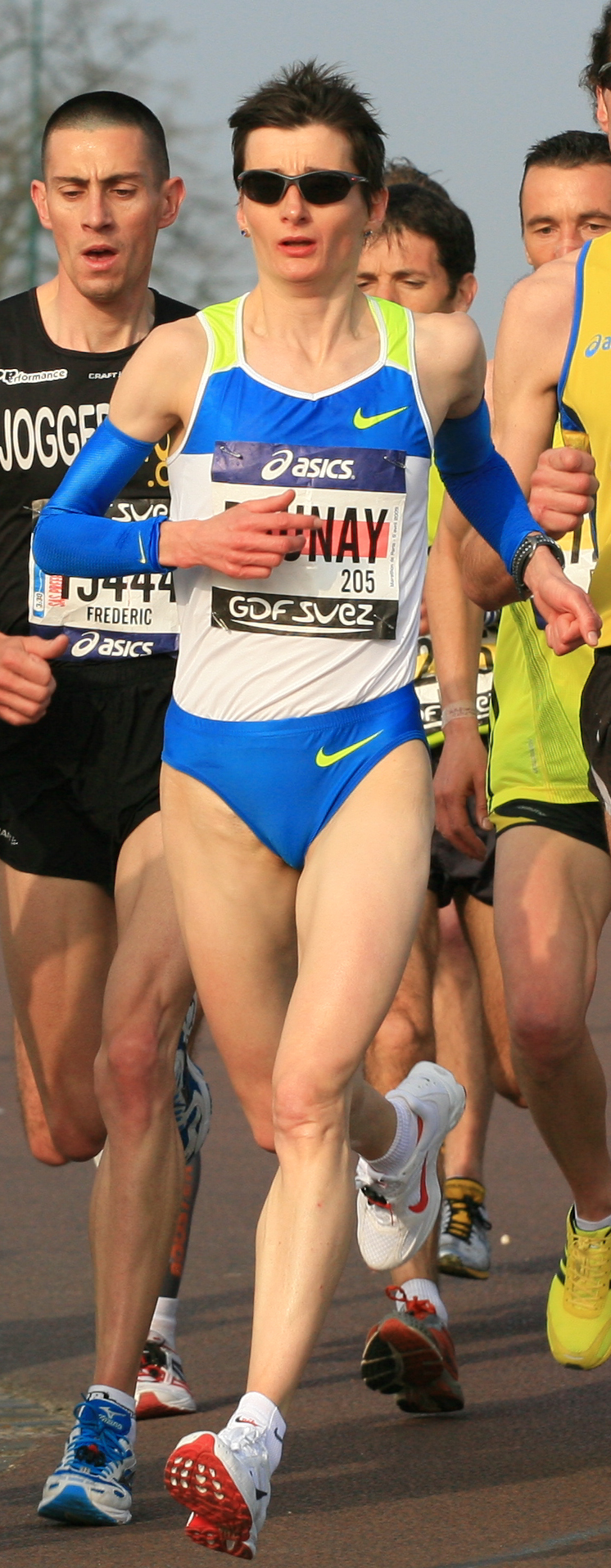
Christelle Daunay – Rang dreizehn

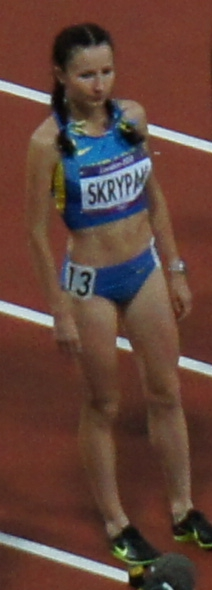
Olha Skrypak – Rang fünfzehn
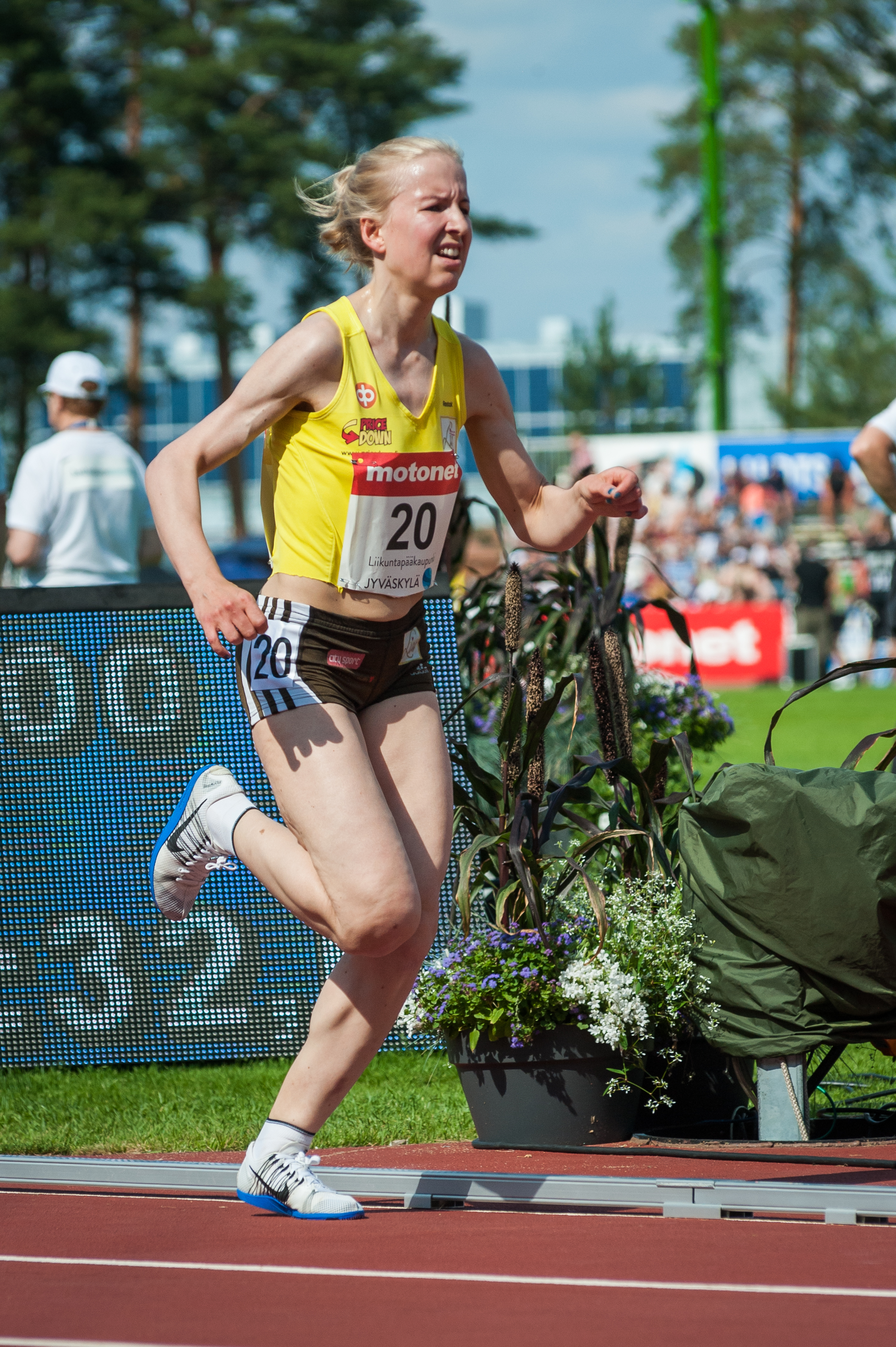
Johanna Peiponen – Rang sechzehn
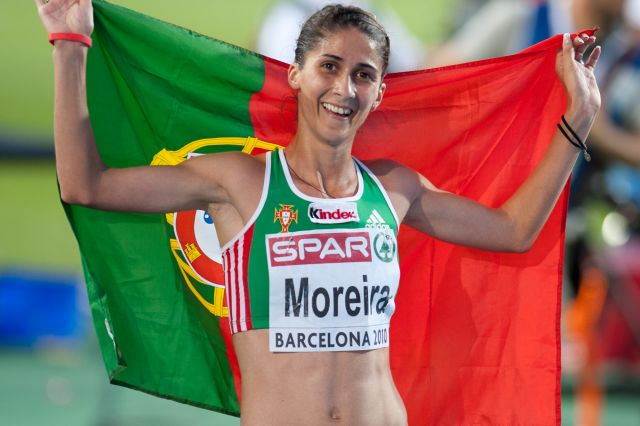
Sara Moreira, über 5000 Meter 2010 Vizeeuropameisterin und 2012 EM-Dritte, konnte ihr Rennen nicht beenden
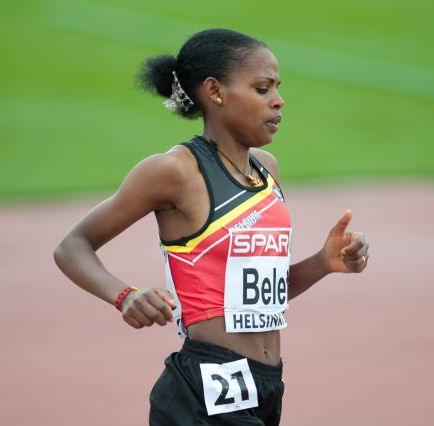
Almensh Belete – Rennen nicht beendet

## Videolink
- 10km Women's Final - European Athletics Championships 2016, youtube.com, abgerufen am 23. März 2023